# The South Polar Times
The South Polar Times je měsíčník, vydávaný v Antarktidě během expedice Roberta Scotta v letech 1901 – 1904. Produkci novin zajišťovalo osazenstvo expedice vlastními silami, aby zahnalo nudu během polární noci. 
Redaktorem byl Ernest Shackleton a celá posádka přispívala různými záznamy z expedice, esejemi, příběhy, básněmi i hádankami. Texty byly psány na stroji a nechyběly ani mistrovské ilustrace, černobílé i barevné.